# Teofilo Orgiani
Teofilo Orgiani (Vicenza, 1650 - 1725) fou un compositor italià del Barroc.
Fou mestre de capella de la catedral d'Udine i va compondre molta música religiosa i les òperes:
- Il vizio depresso e la virtú coronata, ovvero l'Eliogabalo riformato, estrenada a Venècia el 1686.
- Dioclete, estrenada a Venècia el 1687.
- La gare dell'inganno e del amore, estrenada a Venècia el 1689.
- Il tirano deluso, estrenada a Vicenza el 1691.
- L'onor al cimento, estrenada a Brescia el 1697 amb el títol Gli amori di Rinaldo con Armida,
- Armida regina di Damasco, estrenada a Verona el 1711.